# Gyász

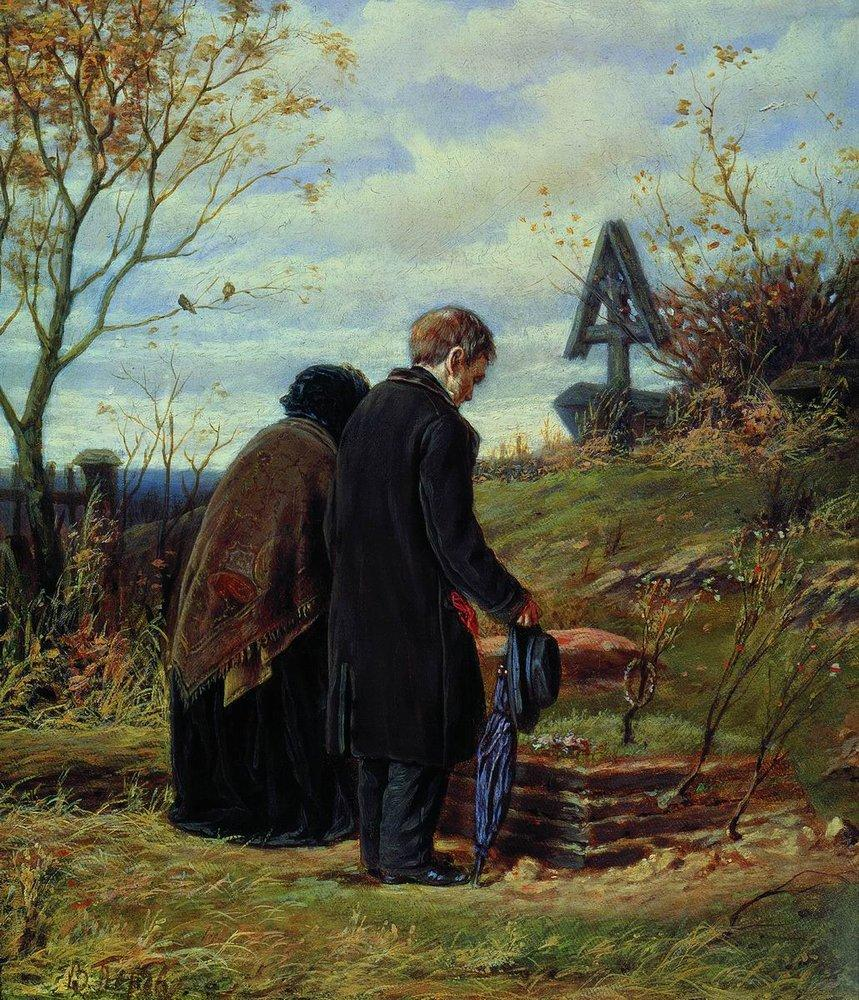
Vaszilij Perov: Idős szülők a fiuk sírjánál

A lelki egyensúlyvesztés egyik alapvető forrása az ember életében a veszteségélmény. A gyász valamilyen veszteség következtében létrejövő magatartási formák összessége. 
Gyász esetén a világ válik szegényessé és üressé, a depresszió során pedig maga az én.
A mély fájdalom szomorúsághoz és egyéb lelki problémákhoz vezethet, amik nagyon hasonlítanak a klinikai depresszió képéhez. Éppen ezért Freud eleinte a gyászra alapozta az unipoláris depresszió pszichoanalitikus magyarázatát. Ugyanakkor Freud a Gyász és melankólia című művében már elkülönítette egymástól a normál és patológiás gyászt.
A gyász kérdéseivel a pszichológián belül a tanatológia tudománya foglalkozik. Egyes pszichiáterek a gyászt személyiségzavarként ismerik fel, így a Gyámhivatalnak lehetőséget adnak a gondnokság alá vételi per elindítására. Így a gyászoló nem tud békében gyászolni, mivel alperesként a jogaiért kell harcolnia.

## A természetes gyász

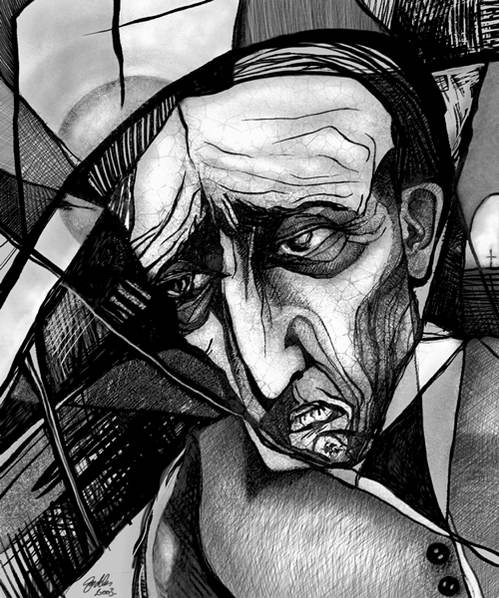
Goschler Tamás: Gyász

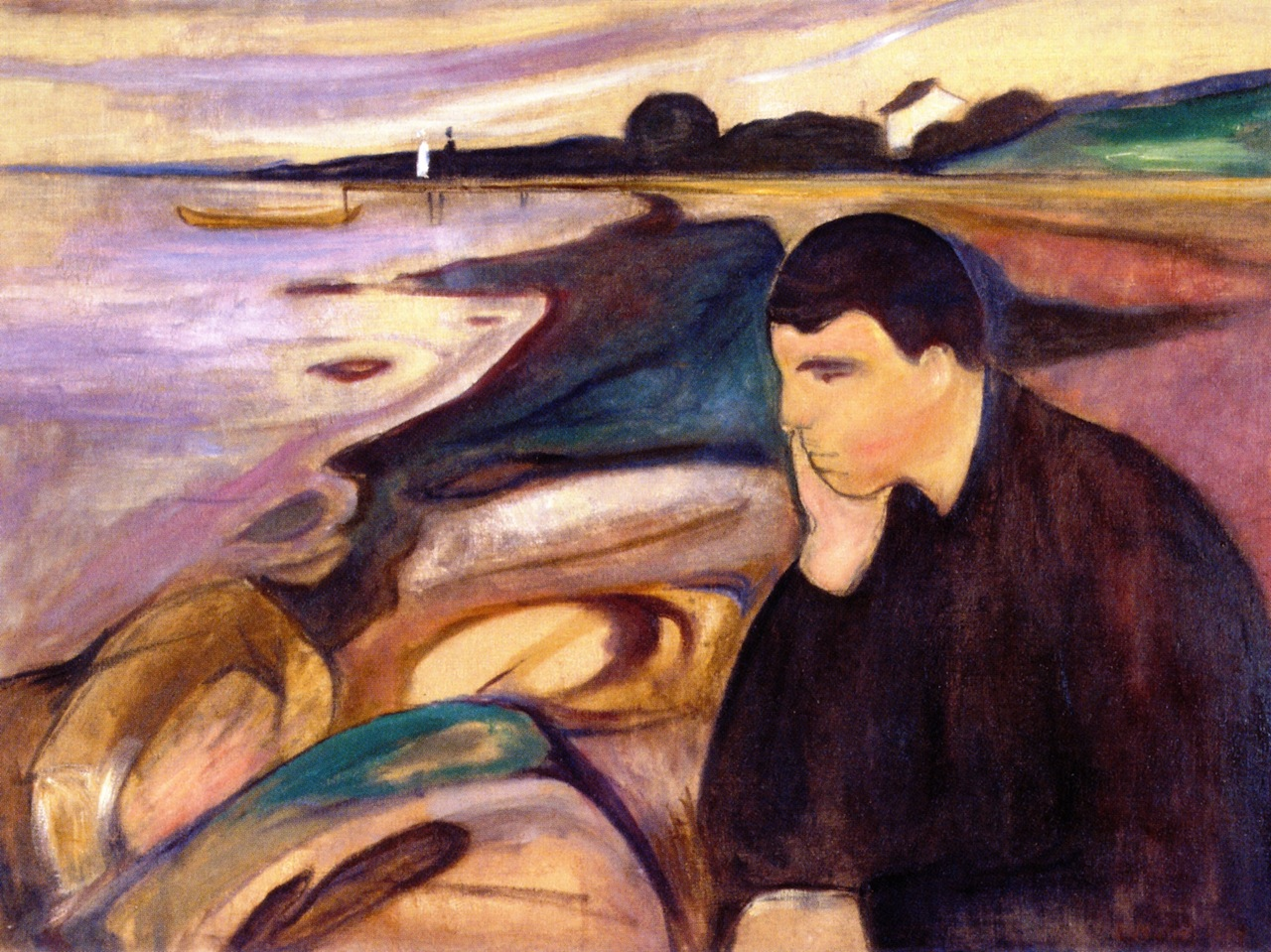
Edvard Munch: Melancholy (1894)

Általában a gyász fogalmát egy adott személy halálát követő állapotra értjük, azonban nem szabad elfelejteni, hogy gyászolhatunk más veszteségeket is (egyéni vagy kollektív traumák elszenvedése, partnerkapcsolat megszakadása, munkanélküliség, nyugdíjba vonulás, költözködés, iskola- vagy munkahelyváltás, elbocsátás stb.). Egy szeretett személy elvesztése azonban sokkal intenzívebb választ vált ki. Az erre a veszteségre adott reakciót meghatározza az elhunyttal való kapcsolat jellege, a halál módja, a gyászoló életkora, alapszemélyisége, előzetes életeseményei, korábbi betegségei, aktuális pszichés állapota, kulturális környezete, vallásossága.
A gyász pszichológiai szempontból tekintve nem állapot, hanem egy összetett és természetes folyamat.
A gyász fázisainak első modelljei kezdetben három fázist állapítottak meg: az érzelmi sokkot, a veszteség tudatosulását és a felépülést, az újraszerveződést (Engel 1964, Averill 1968). A gyakorlat szempontjából azonban érdemes a gyász folyamatát több stádiumon keresztül tárgyalni, hiszen egy összetett jelenségről van szó. Fontos, hogy a különböző szakaszokat nem lehet egymástól élesen különválasztani, a traumák után ugyanis vegyes érzések kavarodnak mindenkiben: bűntudat, önvád, harag, összevissza vágtáznak, mint a hullámvasút, hol az egyik, hol a másik erősödik.
A következőkben Pilling János által elkülönített szakaszokat látjuk.

### Anticipációs vagy megelőző gyász
Különböző életveszélyes helyzetekben (pl. háború, életveszélyes munkakör, expedíció, stb.), vagy halálos betegek kapcsán a hozzátartozók már előre foglalkoznak az esetleges halál tényével. Ez sokszor könnyítheti a fájdalom elviselését, de előfordulhat, hogy a rövid idő alatt kialakított mély kapcsolat csak nehezíti a gyász feldolgozását.

### Sokk
A halál hírére sok esetben az első reakció a hitetlenség és lesújtottság. Gyakori az ilyenkor adott „nem hiszem el” válasz. A teljes vagy részleges emocionális bénultság, az érzelmi reakciókra való képtelenség jellemzi. Funkciója a késleltetés, az ember így igyekszik fokozatosan magához engedni a megrázkódtatást. A sokk szakasza néhány perctől akár 1-2 napig is tarthat. A legjobb segítség az, ha a környezet igyekszik külső nyugalmat biztosítani a sokk oldódásához.

### Kontrollált szakasz
Ekkor tudatosul a hozzátartozóban, hogy a halálesettel kapcsolatban rengeteg a feladata. A hivatalos és egyéb intézni valók egyrészt nagy megpróbáltatást jelentenek, másrészt a különböző tevékenységek elterelhetik a figyelmet a halott személyéről. Ebben a szakaszban erős önkontroll figyelhető meg, ami sok esetben a temetés után megszűnik. A gyász feldolgozása szempontjából nagyon fontos a temetésen való részvétel, hiszen a temetési rítus segítségével külső keretek között van lehetőség lezárni a sokk szakaszát, és elbúcsúzni az elhunyttól. A rítus lehetővé teszi az érzelmek kimutatását, amihez elválaszthatatlanul hozzátartozik a sírás.

### Tudatosulás
A temetés utáni időszak a gyász legnehezebb időszaka. Míg korábban a tennivalók feladatokkal látták el a gyászolót, addig ezután csak az elhunyt hiányával való szembesülés marad. Az érzelmek és a gondolkodás is kavalkádszerűen nyilvánulhatnak meg. A hozzátartozó magatartására és másokkal fenntartott kapcsolataira is sok esetben ambivalencia jellemző. A gyász kezdeti időszakában gyakran jelennek meg testi tünetek is (torokszorítás, fulladásérzet, légszomj, gyengeségérzet stb.).

### Átdolgozás
Az eddigi fájdalmas emlékképek után egyre több lesz a szép emlék is. A csapongó gondolatok helyét pedig egyre inkább a tudatosság váltja fel. A gyászoló gondolatainak középpontjában ugyan még mindig az elhunyt áll, a tünetek intenzitása csökken. A tudatosulás és átdolgozás időszaka általában hónapokig is eltart. Az évfordulók (születésnap, névnap), ünnepek azonban újra felerősíthetik a negatív érzelmeket.

### Adaptáció
Az adaptációs szakasz jellemzője, hogy a korábbi befelé fordulás mellett, a gyászoló egyre inkább képes kifelé fordulni. Ez sokszor amiatt is bekövetkezik, hogy eddigre a gyászoló rájön, hogy közvetlen környezete (barátok, család, stb.) segítségével könnyebbé válhat a veszteség feldolgozása. Az elhunyttal kapcsolatos élmények úgy élnek tovább a hozzátartozó életében, hogy emellett képes már reális döntések meghozatalára, saját életének irányítására és céljainak megvalósítására. A korábbi társas kapcsolatok új erőre kapnak, és a gyászoló már bűntudat nélkül képes örülni az élet szépségeinek.

## A természetes gyász változatai
A fent leírt folyamatok általánosságban mutatják be a normál gyász különböző stádiumait. A körülmények azonban sok esetben módosíthatják ezt a folyamatot.

### Nemi különbségek a gyászban
A nők rendszerint erősebben élik át a szomorúságot és a bűntudatot, a férfiak pedig gyakrabban szoronganak és éreznek dühöt. A nők általában keresik az emberi kapcsolatokat, fontos számukra az, hogy a gyásszal kapcsolatos érzelmeikről beszélhessenek. A férfiak leggyakrabban magányosan gyászolnak, illetve a nemi szerepeknek megfelelően úgy érzik, erősnek kell maradniuk a nehéz időszakban is, hogy a családot összetarthassák.

### A gyászoló gyermek
A csecsemőknél még nem alakul ki haláltudat, viszont az óvodás és iskoláskorú gyerekek már képesek különbséget tenni élet és halál között. A gyermekek számára egy közvetlen hozzátartozó (szülő) elvesztése amellett, hogy erős érzelmi megrázkódtatást jelent, sokkal erősebb egzisztenciális félelmet vált ki, hiszen önmaga képtelen saját magáról gondoskodni. Kisgyermekeknél gyakran találkozunk regresszióval, vagyis a korábban már szobatisztává vált gyermek újra nem használja a vécét. Iskolás korban szorongás, szomorúság, a teljesítmény romlása jellemző. A serdülőknél gyakorivá válhat a csavargás, bűnözői magatartás.
A felnőttekre jellemző érzések, mint a szomorúság, harag, bűntudat, szorongás megjelenhet a gyermek gyászában is, de ezek rövid periódusokban jelentkeznek. A gyermek megválaszthatja gyászának helyét is: a viselkedésváltozás lehet, hogy csak otthon érzékelhető, de az iskolában, a kortárscsoport társaságában nem. 
Tűnhet úgy a felnőtt számára, hogy a gyermek nem fogja fel azt, mi történt. A gyermek és a gyász viszonyában a helyzethez nem illő viselkedés, közömbösség hátterében inkább az állhat, hogy nem tudja, hogyan is viselkedjen, vagy nem tudja megfelelően kifejezni az érzéseit. Az egymást követő veszteségek hatása a halmozódás hatására erősödhet, összeadódhat. 

### A gyermekhalál
A gyermekhalál miatti gyász, a perinatális gyász nagyon sok sajátossággal bír. Egy gyermek elvesztése az egész családnak nagy megrázkódtatást jelent, de a fájdalom rendszerint az édesanyát sújtja legkomolyabban, aki nagyon gyakran vádolja saját magát a történtekért. A gyermeküket elvesztő anyák fele nem kíván újabb terhességet vállalni, sokan sterilizáltatják magukat. Ugyanakkor egy újabb gyerek gyors vállalása is elhamarkodott döntésnek számít. 
Bár egy gyermek halála fokozhatja az összetartozás élményét, nagyon nagy számú a gyermeküket elvesztő párok válási aránya.
Sokat segíthet, ha a gyászoló találkozik hasonló traumát átélt sorstárssal, így tudatosodik benne, hogy nem csak vele történhet meg ez, illetve olyan emberek veszik körül, akik megértik a fájdalmát.

### Az öngyilkossággal kapcsolatos gyász
Az öngyilkosság különös sajátságokat hordoz magán, aminek következtében rendszerint intenzívebb a gyász, illetve a hozzátartozókban erősebben előkerül az az érzés, hogy a halott elárulta és visszautasította az illetőt. A történtek miatt a bűntudat nagyon erősen jelen van, gyakran saját magukat okolják az esetért.

### A gyilkossággal kapcsolatos gyász
Az ilyen esetekben nagyon erős az az érzelmi teher, amit a visszamaradottaknak hordozniuk kell. Gyakoriak a rémálmok. A gyászolók nagyon erős dühöt éreznek a gyilkossal szemben. Képesek rendkívüli energiákat felölni, hogy a gyilkos előkerüljön, és büntetését megkapja, ami lehetőleg halál legyen. A gyilkos büntetése sok esetben csökkentheti a traumát. Ha családon belüli gyilkosságról van szó, az a kapcsolatok teljes felborulását eredményezi.

## A komplikált gyász
A gyász folyamata bármelyik szakaszban bármikor megakadhat, felborulhat, módosulhat. A szakirodalmak korábban a gyászfeldolgozás zavaraira használt „patológiás”, „kóros” jelzők erősen stigmatizálják a gyászolót, ezért Pilling János már „komplikált” gyászról beszél.
A komplikált gyász időtartamát tekintve beszélhetünk krónikus vagy késleltetett gyászról; az intenzitást nézve pedig bagatellizáló, illetve hipertrofikus gyászról.

### Krónikus gyász
Sok esetben évekig tartó gyászolásról van szó, amit folyamatos szorongás, sírás és a társas kapcsolatok beszűkülése jellemez. Szélsőséges formája a mumifikáció. A gyászoló igyekszik hozzátartozóját „életben tartani”. A halál tényét ignorálja, és életét úgy éli, mintha a halott még mindig élne. Ezekben az esetekben azonban a hátramaradott életét nem önmaga, hanem a halott irányítja. A mumifikáció leggyakoribb példái: étkezéseknél éveken át megterítenek az elhunytnak is, annak szobáját érintetlenül hagyják, belső párbeszédet folytatnak vele. De idesorolhatjuk akár a hamvak lakásban tartását is.

### Késleltetett gyász
A gyász „normális” jegyei abszolút hiányoznak vagy le vannak gátolva. A pszichoszomatikus betegségek gyakoriak lesznek. A gyász szokványos lefolyásának megindulást egy újabb veszteség kezdete jelentheti (munkahelyről való elbocsátás, párkapcsolati probléma).

### Bagatellizáció
Leginkább akkor alakul ki, ha a visszamaradottat ambivalens, vagy negatív érzelmek kötik a halotthoz. Eleinte nagy megkönnyebbülést éreznek, melyből a levertség és lehangoltság teljesen hiányzik, és az illető megpróbál úgy élni, mintha „semmi nem történt volna”. A tagadás mögött azonban sokszor bűntudat és harag áll, aminek következménye pszichoszomatikus tünetek megjelenése lehet.

### Hipertrofikus gyász
Általában hirtelen halál (gyilkosság, baleset) bekövetkezése után jelentkezik ez a túlzott mélységű, szokatlanul erőteljes gyász, ami nagyon gyakran sokáig elhúzódik.

### Torzult gyász
Kiváltója lehet a krónikus gyász. Korábbi szomatikus betegségek, pszichiátriai zavarok reaktiválásához vagy új betegségek kialakulásához vezet.

## A gyászolók segítésének lehetőségei
A mai világban a legtöbb ember kórházban hal meg, így a látogatók csak a látogatási idő alatt lehetnek a haldoklóval. Legtöbb esetben a halál pillanatában a hozzátartozók közül senki nem tartózkodik a kórházban, ami erős bűntudatot válthat ki. Emiatt a halál hírét a leggyakrabban telefonon, sokszor személytelen hangnemben közlik, illetve az is előfordulhat, hogy a visszamaradottaknak nincs lehetőségük megnézni az elhunytat. Mindezek mellett napjaink társadalma úgy próbál segíteni a gyászolónak, hogy az minél hamarabb „túl legyen rajta”. Sokszor a rokonok is csak üres közhelyekkel tudnak vigasztalni.
A gyászolónak nagyon sok esetben szüksége van külső segítségnyújtásra, hogy a krízist át tudja élni. A gyász feldolgozásához a segítségnyújtásnak többféle formája is ismert az önsegítéstől (egyéni önsegítés, önsegítő gyászfeldolgozó csoportok) kezdve a fél-professzionális segítségnyújtáson át (telefonos lelkisegély-szolgálat, interneten elérhető anyagok) a professzionális segítségnyújtásig (pszichoterápia, egyházi segítségnyújtás).

## A gyászmunka
A gyászmunka folyamata, annak a gyászreakciónak a lelki feldolgozása, amely a szeretteink halálát követi. A veszteség következtében érzett fájdalmat, szenvedést, bánatot fel kell dolgozni. A holttest szertartásos eltemetése, a búcsúszertartás, a szeretett ember elsiratása, a távozó egzisztencia értékeinek szétosztása, vagy a gyászidő betartása mind-mind az emberi elmúlás méltóságát ápolják és az élők belenyugvását segítik elő.